# Heratinger See
Der Heratinger See oder Ibmer See ist ein See in Oberösterreich und gehört zur Oberinnviertler Seenplatte. Er liegt in der Gemeinde Eggelsberg.

## Geografie
Der See befindet sich an der Nordgrenze des Ibmer Moores im Ortsteil Ibm der Gemeinde Eggelsberg. Der Zu- als auch Abfluss des Gewässers ist der Heratinger Seebach, welcher einer der Quellflüsse der Moosach, eines kleinen rechten Nebenflusses der Salzach, ist. Der See hat eine Fläche von 0,25 km². Seine maximale Ausdehnung beträgt 600 Meter in der Länge, 500 Meter in der Breite und seine größte Tiefe ist 3,3 Meter.

## Tourismus
Der Heratinger See gehört zur Tourismusregion Seelentium und wird in erster Linie sommers als Badesee genutzt. Am nördlichen Ufer gibt es ein Strandbad, das unter anderem über einen Beach-Volleyball-Platz verfügt. Vom Parkplatz des Bades führt ein beschilderter Wanderweg zum Moorlehrpfad im benachbarten Ibmer Moor. Rund um den See wurde 2010 ein Barfußweg angelegt, der die unterschiedlichen Bodentypen erlebbar macht.